# ANSI lumen
ANSI lumen – popularne (choć językowo nieprawidłowe) określenie jasności obrazu rzucanego przez projektor, wynikające z bezpośredniego przeniesienia terminu z angielskojęzycznej dokumentacji. Odnosi się do liczby lumenów wysyłanych przez projektor, mierzonej zgodnie z opracowaną przez ANSI procedurą mającą oznaczenie IT7.215. Procedura ta ma na celu ujednolicenie metody pomiaru wyrobów różnych producentów, aby publikowane przez nich parametry były ze sobą porównywalne.
Główne wymogi procedury to:
- Ustawienie kontrastu i jasności obrazu tak, aby występujące na białym (100%) tle prostokąty o jasności 0%, 5%, 10%, 90% i 95% były łatwo odróżnialne od siebie i od tła
- Pomiar jasności ekranu z wyświetlonym całkowicie białym prostokątem, w dziewięciu punktach, będących środkami dziewięciu identycznych prostokątów rozmieszczonych na powierzchni całego obrazu w siatce 3 × 3; uśredniony odczyt po przeliczeniu jest wynikiem badania.

Oprócz tego procedura definiuje czas i temperaturę badania, wielkości punktów mierzonych, a także wielkość prostokątów wyświetlających gradację szarości, warunki oświetlenia zewnętrznego, proporcje ekranu.